# Raffaele Cappelli

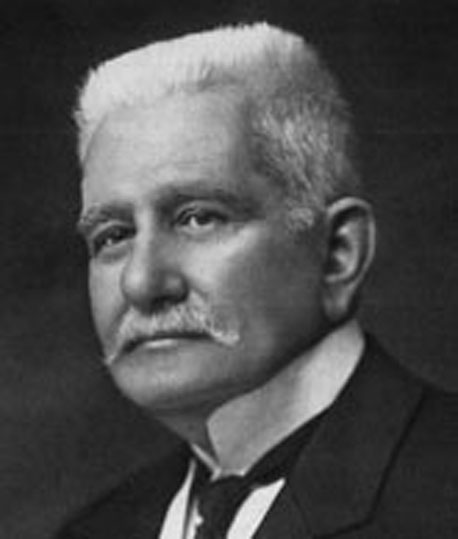
Raffaele Cappelli

 Raffaele Marchese Cappelli – deutsch auch Markgraf Cappelli (* 23. März 1848 in San Demetrio ne’ Vestini; † 1. Juni 1921 in Rom) war ein italienischer Jurist, Diplomat und Politiker. Vom 1. bis 29. Juni 1898 war er im fünften und letzten Kabinett von Ministerpräsident Antonio Starabba di Rudinì Außenminister seines Landes.

## Leben und diplomatische Karriere
Nach dem Studium der Rechtswissenschaften an der Universität Neapel begann Cappelli eine diplomatische Karriere, deren erste Auslandsstationen London, Wien und Berlin waren, zuletzt im Range eines Botschaftssekretärs. Von 1883 bis 1905 war er Mitglied des diplomatischen Beraterstabes im Außenministerium, zwischendurch vom 18. Oktober 1885 bis zum 7. April 1887 auch Generalsekretär in diesem Ministerium unter dem Ministerpräsidenten Agostino Depretis.

## Politische Karriere
1880 wurde Cappelli erstmals als liberal-konservativer Abgeordneter für den Wahlkreis seiner Heimatstadt ins italienische Parlament gewählt, dem er ununterbrochen bis 1919 angehörte, zwischenzeitlich für drei Legislaturperioden für den Nachbar-Wahlkreis L’Aquila. Neben der Außenpolitik widmete er der Wirtschafts- und Handelspolitik sowie einzelnen Fragen der Landwirtschaft sein Interesse. Als Vizepräsident eines Parlamentarischen Untersuchungsausschusses zur Lage der Landwirtschaft in Süditalien und auf Sizilien empfahl er 1906 eine verstärkte Auswanderung zur Verringerung der Armut. Gleichzeitig betonte er die Notwendigkeit von Strukturreformen in der italienischen Landwirtschaft: Aufsiedelung der großen Güter einerseits und Zusammenlegung der nicht überlebensfähigen Kleinparzellen andererseits zwecks Rationalisierung.
Vom 6. April 1897 bis 1. Juni 1898 und vom 25. März 1909 bis zum 29. September 1919 war er Vizepräsident des Parlaments. Mit der Ernennung zum Senator auf Lebenszeit schied er aus der Abgeordnetenkammer aus.

## Sonstiges
Von Februar 1896 bis Februar 1911 war Cappelli Präsident der Gesellschaft der italienischen Landwirte (Società degli agricoltori italiani), von 1907 bis 1915 Präsident der Italienischen Geographischen Gesellschaft (Società Geografica Italiana). Von 1910 bis 1920 war er auch Präsident des Internationalen Landwirtschaftsinstituts, des Vorgängers der Ernährungs- und Landwirtschaftsorganisation der Vereinten Nationen.
In seinem Geburtsort und in Rom existiert je eine Straße Via Raffaele Cappelli zu seinem Andenken.

## Veröffentlichungen
- Politica estera e politica economica. Rom 1892.
- Schema di programma per la ricostituzione finanziaria ed economica d’Italia. Rom 1919.